# 에르 칼레도니
에르 칼레도니(프랑스어: Air Calédonie)는 누벨칼레도니의 지역 항공사로 누벨라 마젠타 공항이 허브 공항으로 1954년에 설립되었고 주로 누벨칼레도니 지역을 중심으로 국내선 노선이 운항하고 있다.

## 보유 기종
- 2012년 5월 기준으로 에르 칼레도니는 다음과 같은 기종을 보유하고 있으며 평균 기령은 6.4년이다.[4]